# Le avventure di Chiodino
Le avventure di Chiodino è un fumetto e romanzo per bambini scritto da Marcello Argilli e Gabriella Parca e illustrato da Vinicio Berti nel 1952. In laboratorio, il professor Pilucca fa nascere un giorno Chiodino, un bambino di ferro con il cuore d'oro. Alle prese col mondo reale, conosce una bambina, Perlina, con la quale stringe amicizia.

## Storia editoriale
Le avventure di Chiodino fu pubblicato in Italia come racconto a fumetti settimanale dalla rivista per ragazzi dell'Associazioni Pionieri Italiani Pioniere dal n. 50 del 1952 al n. 19 del 1962.. Nel 1963 la storia venne pubblicato su un libro. La prima edizione è un tomo di 180 pagine edito da Canesi.
Nel libro il racconto si divide in due parti. Prima parte: Un ragazzo di ferro dal cuore d'oro. Seconda parte: Chiodino nel circo.
Nell'Unione Sovietica la fiaba «Le Avventure di Chiodino» è stata pubblicata per la prima volta nella rivista letteraria «Юность» (in italiano «Gioventù») nel n. 4 del 1955, col titolo «Приключения Гвоздика». Le storie di Chiodino furono pubblicate dal 1956 anche sulla rivista dei pionieri del Comitato provinciale di Leningrado Ленинские искры (Scintille di Lenin)
Il personaggio Chiodino fu tradotto e pubblicato (con il nome Ferri) a fumetti in varie tavole in nella Germania Est dal 1956 al 1968 nella rivista Frosi. Molte di queste tavole furono realizzate dall’illustratore tedesco Jürgen Kieser. La serie completa di Ferri (in tedesco) è reperibile online.
In Francia le storie di Chiodino (con il nome francese Bibifer) furono pubblicate dal 1958 sulla rivista per ragazzi Bayard della società editoriale francese Bayard Presse.

## Traduzioni
Le avventure di Chiodino è stato tradotto in:
- Albanese, con il titolo Aventurat e Gozhdës[12]
- Croato, con il titolo Čavlićevi doživljaji[13],
- Russo, con i titoli ПРИКЛЮЧЕНИЯ ГВОЗДИКА[14], Приключения Кьодино-винтика[15][16] e Приключения Гвоздика[17]
- Georgiano, con il titolo ლურსმანას თავგადასავალი[18]

## Trama
Il fumetto narra la storia di un ragazzo di ferro buono e dal cuore d'oro chiamato Chiodino. Il vecchio scienziato professor Pilucca lo fa nascere nel suo laboratorio. Decide di chiamarlo Chiodino, l'adolescente di ferro con il cuore d'oro.
Il ragazzo meccanico non è mai stato attratto dalle intenzioni malvagie dei ricconi avari che vorrebbero usare la sua forza miracolosa a scapito della gente semplice, col solo fine di arricchirsi.
Chiodino rimane un ragazzo a disposizione di tutti i suoi amici più deboli, e li difende dai prepotenti. La sua eredità è un simbolo di giovane di ferro con una grande integrità morale.
Alle prese con il mondo reale, conosce una bambina vera, Perlina, con la quale nascerà amicizia e affetto.